# ヤングケアラー
ヤングケアラー（英: young carer）とは、病気や障害のある家族・親族の介護などで忙しく、本来受けるべき教育を受けられなかったり、同世代との人間関係を満足に構築出来なかったりする未成年、または未成年時代にそのような状況にあった人たちのこと。兄弟姉妹が障害児な場合はきょうだい児と呼ばれ、ヤングケアラーの中にはきょうだい児でもある人たちもいる。基本的に18歳未満で子どもだが、親が担うような介護責任を引き受け、家族の世話全般（家事や介護、感情面、家計面のサポート）を行っている人を指す。多くの場合、その子どもがケアしている者は、障がいや病気のある親や高齢の祖父母、兄弟姉妹などの親族である。

## 概説

### 定義
2023年4月に発足したこども家庭庁において、ヤングケアラーは「本来大人が担うと想定されている家事や家族の世話などを日常的に行っている子供」と定義している。
また、成蹊大学文学部教授の澁谷智子は、ヤングケアラーを 「家族にケアを要する人がいる場合に、大人が担うようなケア責任を引き受け、家事や家族の世話、介護、感情面、家計支援のサポートなどを行っている、18歳未満の子ども」と定義している。
ヤングケアラーとされる年齢は国によって異なる。公的支援の対象とされるヤングケアラーは、オーストラリアでは25歳まで、イギリスでは18歳未満までとなっている。イギリスでは16歳以上で、フルタイムの教育を受けていない場合は、仕事探しの公的支援を受ける資格がある。
日本では、ヤングケアラーの法律上の定義は存在せず、研究者等の定義から18歳未満の子どもとされるのが一般であるが、一般社団法人日本ケアラー連盟は、これに加えて、18歳～おおむね30歳代までのケアラーを「若者ケアラー」と定義している。

### 問題点
ヤングケアラーの中でも兄姉が障害者である場合には、自分を産んだ親への憎悪を持つケースもある。そもそもヤングケアラーの親自体に問題や障害があって、そちらの介護や面倒もしているケースもある。
海外の研究によると、精神疾患の親を持つ子は、親のヤングケアラーをさせられているストレスから健常者の親を持つ子よりも精神疾患になるリスクが2.5倍高いとされている。
手伝いの域を超える過度なケアが長期間続くと、心身に不調をきたしたり遅刻や欠席が増加するなど学校生活への影響も大きい。進学・就職を断念するなどという事例もあるとされている。

### 調査
ヤングケアラーの存在自体は周囲の人に「病気や障がいのある親族を見ている存在」としては知られていながら、その人数や実態は長い間把握できていなかった。毎日新聞社が2020年3月に総務省の2017年就業構造基本調査を独自に分析し、15歳未満のヤングケアラーはこの分析には含まれていないが、家族などの介護を担っている15～19歳の若者は2017年時点で推計37,000人おり、そのうち約8割が通学しながら、週4日以上、勉強と介護を両立させていると明らかにした。
三菱UFJリサーチ&コンサルティングが2019年に実施した「ヤングケアラーの実態に関する調査研究」によると、以下の実態が明らかになった。
- ヤングケアラーの家族構成は「ひとり親と子ども」が48.6％と最多。家族構成員の少なさから、介護にも協力をせざるを得ない状況がある。
- ヤングケアラーの学校生活への影響に関する設問では、「学校などにもあまり行けていない（休みがちなど）」と回答した人が31.2％。家族の介護が原因で「遅刻が多い」「授業に集中できない」「学校へ通ってはいるものの部活動に参加できない」など、学校へは通っているけれど何らかの支障があると感じている人も27.4％[17]。
- 「自分はヤングケアラーと認識していない」は44.5％、「わからない」が41.1％。8割以上の人が、自分自身をヤングケアラーと認識していない。
- 子どもが家庭で行っているケアを支援する人の有無については、「なし」が54.3％。学年別にみると、学年があがるにつれ「なし」の割合が高くなっている。半数以上のヤングケアラーが、支援者なしの孤立状態で介護を行っている。

上記調査では、ヤングケアラーである子どもは、本来守られるべき子ども自身の権利を守られていない子どもであるとして、以下の提言を行っている。
- 「ヤングケアラー」の概念の周知と、「ヤングケアラー」に対する偏見等の払拭
- ケアすること自体を否定せず、「ヤングケアラー」の選択肢を広げられるような支援が必要
- 「ヤングケアラー」を含めた家族支援に関する制度上の位置づけが必要
- 子どもがケアを担わなくても済むような施策・対応の充実
- 「ヤングケアラー」の子どものメンタル面へのサポートの必要性
- 「ヤングケアラー」への支援は多層的

親の貧困や虐待、家族やきょうだい児としての介護を強いられるヤングケアラーなど親のせいでの負の要素でスタート地点にすら立てない者たちである。

## 対策

### 日本

#### 相談窓口
2021年5月17日、福祉・介護・医療・教育の連携プロジェクトチームがSNSなどに相談窓口を増設するなどの対策案をまとめた。
以前からも、日本政府では、ヤングケアラーについて（厚生労働省）、児童相談所相談専用ダイヤル（189）、24時間子供SOSダイヤル（文部科学省）、子どもの人権110番（法務省）などにおいて、サポートを行ってきた。
また、各都道府県においても、ヤングケアラー相談窓口（鳥取県福祉相談センター）や神戸市福祉センターなどの形で相談を受け付けている。

#### オンラインコミュニティー
2020年4月22日にヤングケアラー・若者ケアラー同士が交流できるオンラインコミュニティであるYancle community（ヤンクルコミュニティ）の運営が開始された。2022年1月現在200人以上のヤングケアラー・若者ケアラーが登録している日本最大のオンラインコミュニティー。
Yancle communityを運営するのは宮崎成悟が代表を務める一般社団法人ヤングケアラー協会である。ヤングケアラー協会はオンラインコミュニティーの運営以外にも就職支援（Yancle株式会社の事業を継承）やヤングケアラーの自分史制作を行っている。

#### 自治体や政府の取組み
ヤングケアラーの実態を把握しやすい立場にあるのは、ヤングケアラー本人が通っている学校の教師である。しかし、実際には多くの学校、教育委員会は、家庭のことは個人情報の問題もあり、本人から話がないと踏み込めないという方針が多い。当のヤングケアラーも、学校のような同質性の高い集団では、周囲に合わせるのが苦しくなってくること、友人たちに介護の話をしても、共感してもらうことは難しいことから、誰にも話せずに孤立を深めていく悪循環に陥ってしまう。こうしたことから実態把握が難しく、問題が表面化しにくい。立正大学教授の森田久美子は「学校がヤングケアラーを早く見つけ、家族の世話を託せる福祉サービスにつなぐことが必要だ」と指摘する。
埼玉県では2020年3月、全国で初めてとなるヤングケアラーを支援するための条例「ケアラー支援条例」が成立した。学校や教育委員会に、ヤングケアラーと思われる児童、生徒の生活状況､支援の必要性の確認を義務づけ、相談に応じたり、支援機関に取り次いだりするものとしている。具体的には、教育機関等による支援体制の構築（高校や中学校への出張授業）、地域における支援体制の構築（オンラインサロンの開催など）が挙げられる。また、11月はケアラー月間と定められ、中学生や高校生に向けて「ヤングケアラーってなに？」というハンドブックも配られた。社会全体で支えることでケアラーの孤立を防ぐ仕組みづくりを目指すもので、ヤングケアラーの教育機会の確保も含まれている。2021年3月には、埼玉県ケアラー支援計画が策定・公表された。計画で取り上げられた主な課題は（1）社会的認知度の向上（2）情報提供と相談体制の整備（3）孤立の防止（4）支援を担う関係機関等の人材の育成（5）ヤングケアラーの支援体制の構築、である。そして基本目標は、（1）ケアラーを支えるための構築（2）行政におけるケアラー支援体制の構築（3）地域におけるケアラー支援体制の構築（4）ケアラーを支える人々の育成（5）ヤングケアラー支援体制の構築・強化である。
北海道栗山町では、2010年（平成22年）に日本ケアラー連盟から全国5地区（北海道栗山町、東京都杉並区、新潟県南魚沼市、静岡県静岡市、京都府京都市）におけるケアラー実態調査の協力依頼を栗山町社会福祉協議会（以下社会福祉協議会）が受けたことがきっかけに、2012年にケアラー手帳が作成された。ケアラー手帳は、ケアラーと地域をつなぐツールとして活用され、以下のことを記載している。（1）ケアラーの定義と、その精神的サポート（2）体験談・事例集（3）自己分析（4）介護技術・福祉用具の紹介（5）相談窓口・サービスの事業所紹介（6）困ったときの対応方法（相談先のピックアップ）（7）災害と地域ネットワーク（8）ケアラーズカフェ「サンタの笑顔（ほほえみ）」の紹介。さらに栗山町では、2021年（令和3年）4月1日より「ケアラー支援条例」を施行。
三重県名張市では、2021年（令和3年）5月19日より「ケアラー支援の推進に関する条例」を施行。岡山県総社市では、2021年（令和3年）9月9日より「ケアラー支援の推進に関する条例」施行。茨城県では、2021年（令和3年）12月14日より「ケアラー・ヤングケアラーを支援し、共に生きやすい社会を実現するための条例」施行。岡山県備前市では、2021年（令和3年）12月24日「ケアラー支援の推進に関する条例」施行。
福岡県福岡市では、2021年（令和3年）11月15日、ヤングケアラー専用相談窓口をNPO法人「SOS子どもの村JAPAN」に設置。同法人のコーディネータが、ヤングケアラー本人やきょうだい、保護者、親族などの相談を受け付け、電話でも対応。内容に応じ、必要な支援をしたり、関連サポートを紹介したりする。市によると、九州の自治体によるヤングケアラーを対象にした専門相談窓口は初めてとみられる。
兵庫県では、ケアラー支援に関する検討委員会が行われた。（令和3年9月7日第1回）座長は大阪歯科大学利用保健学部の教授の濱島淑恵である。このケアラー支援に関する検討委員会は4回にわたる審議を行い、推進方策を取りまとめた。この兵庫県の検討委員会はケアラー・ヤングケアラーの支援者や経験者からのヒアリングを実施するとともに、早期発見、悩みの相談支援、福祉サービスへの円滑なつなぎ、資料や関係機関との連携強化等について議論を重ね推進方策を取りまとめた。これらの活動推進事業補助金は、令和４年度より、当事者が悩みや経験をともに教諭、情報交換ができる場づくりを促進するため、ピアサポート等の交流活動に取り組む団体の活動を支援する補助金事業を実施することによって生み出している。
大阪府は、令和4年3月に、ヤングケアラー支援を進める必要があるとの認識のもと、市町村や事業者、学校とも連携した取り組みが進められるよう、府の施策の方向性と具体的取り組みを示すため、指針を策定した。また、府立高校におけるヤングケアラーが適切な支援を受けることができるよう、また、生活実態や家族のケアによる学校生活への影響、支援ニーズ等を把握するため調査を実施した。大阪市で、ヤングケアラー支援に向けたプロジェクトチーム会議（令和3年5月11日第1回）が開催されたりするなど、ヤングケアラーに対する自治体による支援の検討が続いている。
厚生労働省と文部科学省は、2020年（令和2年）12月から2021年（令和3年）1月にかけて初の実態調査を行い、その結果が、2021年（令和3年）4月12日に「ヤングケアラーの支援に向けた福祉・介護・医療・教育の連携プロジェクトチーム」第２回会議で公表された。「世話をしている家族がいる」という生徒の割合は、中学生が5.7％でおよそ17人に1人、全日制の高校の生徒が4.1％でおよそ24人に1人であること。内容は、食事の準備や洗濯などの家事が多く、ほかにも、兄弟を保育園に送迎したり、祖父母の介護や見守りをしたりと多岐にわたること。世話にかけている時間は、平日1日の平均で、中学生が4時間、高校生は3.8時間で、1日に7時間以上を世話に費やしている生徒も、1割を超えていたことが明らかにされた。調査結果を受けて政府は「政府として、しっかりと実態を踏まえ、ヤングケアラーの支援について検討していく考えだ」と述べた。厚生労働省の調査研究事業として実施された令和3年度ヤングケアラーの実態に関する調査研究では、「家族の世話をしている」と回答した小学6年生は6.5%（約15人に1人）に上り、「世話をしている家族がいない」人に比べて、健康状態が「よくない・あまりよくない」、遅刻や早退を「たまにする・よくする」と回答する割合が2倍前後高くなっており、健康状態や学校生活への影響が懸念される。

#### 企業の取り組み
老人ホームの運営を行うチャーム・ケア・コーポレーションでは、事業の中で以下の3つのヤングケアラー支援を行っている。
- ヤングケアラーの介護を自社の老人ホームで引き受けることで、ヤングケアラーの自由な時間を作ってあげる。
- ヤングケアラーに自社の老人ホームでアルバイトさせてあげることで、家計を支えながら介護スキルを身につける事ができる。シフトは各ケアラーの状態に配慮して自由に設計できるようになっている。
- チャーム・ケア・コーポレーションに入社したヤングケアラーの、奨学金返済を肩代わりしている。

### 世界各国の対策
| 世界のヤングケアラー支援状況 |                                            |                                                                                        |
|                              | 支援状況                                   | 該当国                                                                                 |
| レベル 1                     | 「持続的な支援が講じられている」           | 該当なし                                                                               |
| レベル 2                     | 「先進的な支援が講じられている」           | イギリス                                                                               |
| レベル 3                     | 「中程度の支援が講じられている」           | オーストラリア、ノルウェー、スウェーデン                                               |
| レベル 4                     | 「支援が準備段階にある」                   | オーストリア、ドイツ、ニュージーランド                                                 |
| レベル 5                     | 「支援が必要だという認識が広がりつつある」 | ベルギー、アイルランド、イタリア、サハラ砂漠以南のアフリカ、スイス、オランダ、アメリカ |
| レベル 6                     | 「支援が必要だという認識が起きつつある」   | ギリシャ、フィンランド、アラブ首長国連邦、フランス                                     |
| レベル 7                     | 「支援の動きなし」                         | その他の国                                                                             |

上記の表は、イギリスのサセックス大学ソール・ベッカー教授の研究に基づき、世界のヤングケアラー支援状況を、支援レベルに応じて段階的に記したものである（2016年（平成28年）掲載）。表を見る限り、最上位の支援レベルであるレベル1「持続的な支援が講じられている」に該当する国は未だに存在しない。
レベル2「先進的な支援が講じられている」に該当するイギリスは、ヤングケアラー支援の先進国と言われる。70万人ものヤングケアラーが存在するイギリスでは、50年以上も前からケアラー運動が行われており、その活動の一つとして1995年（平成8年）に制定された「ケアラー法」がある。ケアラー法では、介護者の権利の擁護や強化を謳い、それに基づいて様々なサービスが整備されている。また、ケアラー法はヤングケアラーに対するサポート・サービスを現代社会に対応すべく、制定後も何度も改定を行っている（最新の改定は2014年（平成26年）の「ケア法」）。具体的な取り組みとしては、学校の放課後にケアラーの子たちを集めて話し合いの場を作り、ケアラーの子たちの心の支えになる取り組みが行われている。
次にヤングケアラーに対する支援状況が整いつつあると言われているのは、支援レベル３「中程度の支援が講じられている」に該当するオーストラリアやノルウェー、スウェーデンである。その中、オーストラリアでは27万2千人のヤングケアラーが存在すると推定されており、各州に支援団体が組織されている。歴史的に、連邦政府と州政府の役割分担が行われている。また、オーストラリア連邦政府に制定される「高齢者ケア法」（1997年制定：高齢者ケア構造改革）でも、ヤングケアラー支援が「施設ケア」「住宅ケア」と共に介護をめぐる重要な柱として位置付けられた。2010年（平成22年）には介護者の存在と権利が明文化とした「ケアラー承認法」（ケアラー貢献認識法）が、全ての州にて法律として制定された。
各国でヤングケアラーの定義は異なり、イギリスでは18歳未満、オーストラリアでは25歳までが対象となっている。

## 関連作品

### ドキュメンタリー番組・解説番組
- 『NHKスペシャル ヤングケアラー SOSなき若者の叫び』（2022年5月8日、NHK）[41]
- 『視点・論点 ヤングケアラー対策』（2023年3月15日、NHK Eテレ）[42]

### 映画
- 『イルカはフラダンスを踊るらしい』（2023年）[43]
- 『52ヘルツのクジラたち』[44]（2024年）
- 『猫と私と、もう1人のネコ』[45]（2024年）
- 『大人になったヤングケアラー 〜本当に聴きたかった声〜』[46]（2024年）

### ドラマ及びドラマ化された作品
- 『青のSP―学校内警察・嶋田隆平―』第7話[47]「大救出 極貧生徒を襲う悲運… 絶対悪に怒りの鉄拳」（2021年2月23日、フジテレビ系） - このドラマによりヤングケアラーという言葉が広まったとされる[48]。
- 『大豆田とわ子と三人の元夫』（2021年春、フジテレビ系） - ヒーローの一人がヤングケアラー育ちとなっていた[49][50]。
- 『生徒が人生をやり直せる学校』[51]（2021年8月21日、日本テレビ系）- 「24時間テレビ 愛は地球を救う44」内放送
- 『JKからやり直すシルバープラン』[52]（2021年秋、テレビ東京）
- 『となりのチカラ』第2話[53]「孫を忘れそうな祖母… 介護か大学受験か」（2022年1月27日、テレビ朝日系）
- 『覆面D』[54]（2022年秋、ABEMA）
- 『ひきこもり先生シーズン2』[55]（2022年12月、NHK総合）
- 『瑠璃も玻璃も照らせば光る』[56]（2022年12月27日、フジテレビ系）
- 『リエゾン -こどものこころ診療所-』第5話[57]「ヤングケアラーの小学生」（2023年2月17日、テレビ朝日系）
- 『月食の夜は』（2023年3月25日、NHK総合）[58][59]
- 『日曜の夜ぐらいは…』[60]（2023年春、テレビ朝日系）
- 『明日、私は誰かのカノジョ Season2 特別編』（2023年5月2日、MBS/TBS系）　- 原作の「番外編 Stairway to Heaven」のドラマ化であり[61]、これはヤングケアラーだったゆあの過去を描いたものとなっている[62]。
- 『真夏のシンデレラ』（2023年夏、フジテレビ系） - 主人公が元ヤングケアラーとなっていた[63]。
- 『むこう岸』[64]（2024年5月6日、NHK総合）

また2020年代には刑事ドラマの『ケイジとケンジ、時々ハンジ。』1話（2023年春）や『ラストマン-全盲の捜査官-』1話（2023年春）、税務ドラマの『ゼイチョー!〜「払えない」にはワケがある〜』第8話（2023年秋）などでもヤングケアラーの問題が描かれるようになっている。

### その他
2020年代には公共広告を行うACジャパンからもヤングケアラーをテーマとしたCM『誰も知らない』（2021年度）、『おせっかいでいい…』（2022年度）、『少し前へ・・・』（2023年度）が登場した。

## 関連文献
- 毎日新聞取材班『ヤングケアラー　介護する子どもたち』毎日新聞出版、2021年11月27日。ISBN 978-4-620-32715-0。